# NGC 2435
NGC 2435 este o galaxie spirală situată în constelația Gemenii. A fost descoperită în 26 octombrie 1786 de către William Herschel. Se află la o distanță de 44,67 de megaparseci de Pământ.